# スィ・ラ・リュンヌ
スィ・ラ・リュンヌ（英: Suis La Lune）は、スウェーデン・ヨーテボリ出身のスクリーモバンド。2005年に結成し、2018年に活動を休止。

## 来歴
2005年2月に結成し、年内にデモCDと7インチのセルフタイトル作品をリリース。その後、初めてのツアーをイギリスで行う。当時のバンドは弱冠16歳から21歳までのメンバーで構成されていた。2006年にApe Must Not Kill Apeからリリースされたアルバム「Quiet, Pull the Strings!」で注目を集める。2008年にEP「Heir」をリリースし、アメリカやヨーロッパ各地でツアーを行った。さらに数枚の7インチ盤をリリースしている。
2012年1月、新規アルバムの制作をスタートさせ、イギリスやヨーロッパ、ロシアなどで公演を行った後、同年5月にTopshelfより「Riala」をリリースした。
9月、バンド活動を一時的に休止することを明らかにした。休止期間中、メンバーはそれぞれSore Eyelids、Years Passing、Trembling Handsなどのサイドプロジェクトに注力したのち、1年半の期間を経て復帰。2015年、TopshelfよりEP「Distance/Closure」をリリース。翌年には、Shirokumaとのスプリット盤をDog Knights Productionsよりリリースした。2017年には「Quiet, Pull the Strings!」を除く2005年から2010年にかけて発表された音源を収録したコンピレーション盤「The First Five Years」をリリース。
2018年8月12日、解散を宣言。

## メンバー

### 最終メンバー
- Henning Runolf - ボーカル (2005–2018), ギター (2007–2018)
- Andreas Olerås - ベース/コーラス (2005–2018)
- Daniel Pettersson - ギター/コーラス (2012–2018), ドラム (2005–2012)
- Karl Sladö - ドラム (2012–2018), ギター/コーラス (2005–2012)

2012年以前はDanielがドラム、Karlがギターを担当していた。腕の不調から二人は担当パートを交代している。

### 旧メンバー
- Robert Svensson - ギター/コーラス (2005–2007)

## ディスコグラフィー

### スタジオアルバム
- Quiet, Pull the Strings! (LP/CD, 2006, Ape Must Not Kill Ape Records)
- Riala (LP/CD, 2012, Topshelf Records)

### EP・スプリット
- Suis La Lune (3" CD-R, 2005)
- Suis La Lune (7", 2005)
- Heir (10"/CD/12", 2008)
- Suis La Lune/Osceola (7", 2009)

Osceolaとのスプリット。
- US Tour 2010 (7", 2010)
- EU Tour 2011 (7", 2011)
- Connections: Pt. II[12] (12", 2010)

Adorno、Kias fansuri、Isaïah、Captain Your Ship is Sinking、The Saddest Landscapeとのスプリット。
- Distance/Closure (12", 2015)
- Suis La Lune/Shirokuma (12", 2016)

Shirokumaとのスプリット。

### コンピレーション
- The Emo Apocalypse[13] (12", 2006, React With Protest Records)
- The First Five Years[14] (CD, 2017, Tokyo Jupiter Records)